# 잭 스나이더의 저스티스 리그
《잭 스나이더의 저스티스 리그》(영어: Zack Snyder's Justice League)는 2021년 공개된 2017년 영화 《저스티스 리그》의 감독판이다. HBO 맥스를 통해 공개되었으며, 해당 영화의 제작 당시 감독이였던 잭 스나이더가 제작 중간에 하차 후 조스 휘던이 대신 투입되었고, 이에 따라 스나이더가 감독한 것들을 공개하였다.
영화판과잭 스나이더 감독판과는 많은 차이점이 있다. 스토리의 기본 뼈대는 동일 하지만 스나이더 버전에는 수십 개의 추가 장면, 배경, 세계 구축 요소, 새로운 캐릭터가 있지만 2017년의 영화판에는 없었다.

## 줄거리
수천년 전 아포칼립스 전쟁 군주 다크사이드와 그의 패러데몬은 마더 박스es라는 세 가지 장치를 사용하여 지구를 정복하려고 시도하지만 올드 가즈(Old Gods), 아마존스, 아틀란(Atlanteans), 인간 및 그린랜턴의 동맹에 의해 좌절된다. 다크사이드는 아마존스, 아틀란 및 인간이 각각 지키는 상자를 남겨두고 달아난다. 현재 둠즈데이의 손에 슈퍼맨이 죽자 박스가 다시 활성화되어 다크사이드의 불명예스러운 중위 스테픈울프를 끌어들인다. 스테픈울프는 지구를 고향의 복사본으로 테라포밍할 "더 유니티"를 형성하기 위해 상자를 모아 다크사이드의 호의를 되찾는 것을 목표로 한다.
스테픈울프는 포털을 통해 테미스키라에 도달하고 아마존스와 싸워 마더 박스를 얻는다. 다이애나 프린스는 아마존스로부터 경고를 받은 다음 다크사이드의 지구 공격과 스테픈울프에 대해 알게 된다. 그녀는 두 사람이 지구를 보호하기 위해 메타휴먼 팀을 구성하려고 하는 브루스 웨인에게 알린다. 아서 커리 모집에 실패한 후 브루스는 배리 앨런을 찾고 다이애나는 사이보그 빅터 스톤을 찾는다. 배리는 합류하고 빅터는 그의 아버지 실리아스 및 기타 S.T.A.R. 랩스 직원들은 인간의 마더 박스를 찾는 패러데몬에 의해 납치된다. 스테픈울프는 마더 박스를 감시하는 아틀란 경비원을 납치하고 죽이고 메라와 꺼리는 아서만이 만남에서 살아남는다.
팀은 고담시 경찰청장 제임스 고든으로부터 정보를 받아 버려진 수중 시설에 있는 스테판울프의 부대로 안내한다. 팀이 납치된 직원 몇 명을 구했지만 시설이 침수되어 아서가 탈출을 도울 때까지 그들을 가두었다. 빅터는 그가 숨긴 마지막 마더 박스를 회수한다. 그는 자동차 사고 후 자신의 몸을 재건하는 데 사용되었다고 밝혔으며 박스는 사용자의 의지에 따라 물질을 재배치할 수 있다고 설명한다. 그룹은 상자를 사용하여 슈퍼맨을 부활시킬 수 있다는 것을 알고 있지만 스테픈울프는 사용을 감지한다. 한편 스테판울프는 다크사이드가 모든 존재를 통제하기 위해 추구하는 비밀의 힘인 지구상의 반생명 방정식에 대한 비전을 받고 그에게 알린다. 팀은 클라크 켄트의 시신을 발굴하여 크립토니안 선박의 창세기 챔버의 양수에 넣는다. 배리가 마더 박스를 활성화 한 후 기억 상실증 클라크이 부활하여 빅터의 사이버네틱스가 자기 방어를 목표로 삼은 후 그룹을 공격한다. 그가 배트맨을 죽이려고 할 때 로이스 레인이 그를 진정시키기 위해 도착한다. 그들은 기억을 되찾은 스몰빌에 있는 그의 가족의 집으로 여행한다. 스테픈울프는 마지막 마더 박스를 회수하지만 실라스는 자신을 희생하여 레이저 열로 과급하여 빅터가 추적할 수 있도록 한다.
슈퍼맨이 없는 다섯 영웅은 버려진 러시아 도시로 여행을 떠난다. 그들은 스테픈울프를 제압하기 위해 제 시간에 도착하는 슈퍼맨과 함께 패러데몬을 통해 싸우고 있다. 그러나 빅터는 유니티를 막지 못하고 행성이 부서지기 시작한다. 배리는 충격파가 그에게 도달하기 전에 스피드포스에 들어가 시간을 되돌리고 빅터와 슈퍼맨이 유니티를 막을 수 있도록 필요한 요금을 제공한다. 원더우먼은 스테픈울프의 목을 베고 열린 포털을 통해 아포칼립스의 다크사이드에게 머리를 보낸다. 다크사이드는 반생명방정식(Anti-Life Equation)을 찾기 위해 지구로 돌아갈 것을 맹세한다.
에필로그에서 브루스, 다이애나, 알프레드는 황폐해진 웨인 매너에 팀의 본부를 세울 계획을 세운다. 브루스는 메트로폴리스에서 이중 생활을 재개하기 전에 클라크이 집에 다시 정착하도록 돕는다. 아서는 아버지를 만나러 가기 전에 벌코와 메라를 잠시 만나고 배리는 잘못 유죄 판결을받은 아버지에게 센트럴시티의 경찰서에서 일자리를 얻었다고 알린다. 빅터는 자신의 삶의 목적을 깨닫기 위해 아버지가 남긴 오디오 메시지에서 영감을 얻었고 다이애나는 테미스키라로 돌아가는 것을 고려한다.
한편 렉스 루터는 아캄 어사일럼에서 탈출하여 슬레이드 윌슨이 요트를 방문하여 배트맨의 비밀 정체를 밝힌다. 크레딧 전 추가 장면에서 브루스는 미래에 대한 묵시적인 꿈에서 깨어나 마션 맨헌터의 방문을 받는다. 그는 다크사이드의 복귀를 준비하기 위해 연락하겠다고 약속하기 전에 팀을 구성한 것에 대해 감사한다.

## 출연진
- 벤 애플렉 - 브루스 웨인 / 배트맨
- 헨리 카빌 - 칼엘 / 클라크 켄트 / 슈퍼맨
- 에이미 애덤스 - 로이스 레인
- 갈 가도트 - 다이애나 프린스 / 원더우먼
- 레이 피셔 - 빅터 스톤 / 사이보그
- 제이슨 모모아 - 아서 커리 / 아쿠아맨
- 에즈라 밀러 - 배리 앨런 / 플래시
- 윌럼 더포 - 누이디스 벌코
- 제시 아이젠버그 - 렉스 루터
- 제러미 아이언스 - 알프레드 페니워스
- 다이앤 레인 - 마사 켄트
- 코니 닐센 - 히폴리테
- J. K. 시먼스 - 제임스 고든 경찰청장
- 키어런 하인즈 - 스테픈울프
- 정카이 - 라이언 최
- 앰버 허드 - 메라
- 조 모턴 - 사일러스 스톤
- 리사 로벤 콩슬리 - 메날리페
- 캐런 브라이슨 - 엘리너 스톤
- 키어지 클레먼스 - 아이리스 웨스트
- 레이 포터 - 다크사이드
- 피터 기니스 - 데사드
- 해리 레닉스 - 존 존즈 / 캘빈 스완윅 / 마션 맨헌터
- 자레드 레토 - 조커
- 로빈 라이트 - 안티오페
- 닉 매킨리스 / 데이비드 슐리스(목소리) - 아레스
- 서맨사 조 - 에우보에아
- 러셀 크로 - 조엘
- 세르히 콘스탄세 - 제우스
- 오로르 라우제랄 - 아르테미스
- 서맨사 조 - 에우보에아
- 칼라 구지노 - 크립톤 우주선 인공지능
- 러셀 크로 - 조엘
- 줄리언 루이스 존스 - 아틀란 대왕
- 프랜시스 메이지 - 아서 왕
- 마이클 매켈해튼 - 테러리스트 리더
- 마크 매클루어 - 제리
- 빌리 크루덥 - 헨리 앨런(카메오)
- 조 맹거넬로 - 데스스트로크(카메오)